# Thorvald Lindquist
Karl Emil Thorvald Lindquist, född den 3 december 1899 i Lund, död den 25 mars 1976 i Markaryd, var en svensk militär.
Lindquist avlade studentexamen 1918 och officersexamen 1921. Han blev fänrik i Livregementets grenadjärer sistnämnda år, underlöjtnant där 1923 och löjtnant där 1926. Lindquist genomgick Krigshögskolan 1929–1931, bedrev signalstudier i Frankrike och Tyskland 1933–1934 och tjänstgjorde i Saarbataljonen 1934–1935. Han befordrades till  kapten vid Livregementets grenadjärer 1936, till major vid Svea livgarde 1943, till överstelöjtnant vid Västerbottens regemente 1945 och till överste på reservstat 1949. Lindquist blev riddare av Svärdsorden 1942. Han vilar i sin familjegrav på Landskrona kyrkogård.